# Radimov
Radimov je naseljeno mjesto u okrugu Skalica u Trnavskom kraju u Slovačkoj.

## Stanovništvo
| Godina:     | 1993. | 2003.   | 2013.   | 2023.    |
| ----------- | ----- | ------- | ------- | -------- |
| Broj ljudi: | 595   | 572     | 575     | 493      |
| Razlika:    |       | -3,86 % | +0,52 % | -14,26 % |

| Godina:     | 2022. | 2023.   |
| ----------- | ----- | ------- |
| Broj ljudi: | 503   | 493     |
| Razlika:    |       | -1,98 % |

Prema podacima o broju stanovnika iz 2023. godine naselje je imalo 493 stanovnika.

## Vanjske poveznice
|  | Zajednički poslužitelj ima još gradiva o temi Radimov |

- Službena stranica naselja (sl.)